# Rescuporis I
Rescuporis I o Tiberio Julio Rhescuporis I Philocaesar Philoromaios Eusebes (en griego: Τιβέριος Ἰούλιος Ῥησκούπορις Α' Φιλόκαισαρ Φιλορώμαίος Eυσεbής; fl. siglo I/m.c. 90). Philocaesar Philoromaios Eusebes significa "amigo de César y amigo del Pueblo Romano". Fue un príncipe y rey federado romano del Reino del Bósforo.
Rescuporis era hijo y heredero del rey federado romano Cotis I y de la reina Eunice. Tenía ascendencia griega, persa, y romana. Su tío paterno Mitrídates II, fue un rey anterior del Bósforo. 
Su abuela paterna fue la reina Gepaipyris. A través de ella, Rescuporis era descendiente del triunviro romano Marco Antonio por su segundo matrimonio con su prima paterna Antonia (segunda hija del político republicano romano Gayo Antonio Híbrida, tío paterno de Antonio), así Rescuporis estaba relacionado con varios miembros de la Dinastía Julio-Claudia. A través de Gepaipyris, era descendiente de los gobernantes clientes de Roma, Polemón I de Ponto, Pitodoris de Ponto y Cotis VIII de Tracia. El nombre de Rescuporis es el de un monarca ancestral de origen tracio, del que descendía la familia de su abuela paterna.
Su abuelo paterno era el rey Tiberio Julio Aspurgo. A través de él, Rescuporis I, era descendiente de los reyes griego-macedónicos: Antígono I Monóftalmos, Seleuco I Nicátor y del regente, Antípatro de Macedonia. Estos tres hombres sirvieron bajo Alejandro Magno. A través de su abuelo, Rescuporis era descendiente de los monarcas Mitrídates VI de Ponto y de su primera mujer, su hermana Laodice, y del anterior rey del Bósforo, Asandro. 
Poco se sabe de la vida de Rescuporis I. En 63, por razones desconocidas, el emperador romano Nerón depuso a Cotis I de su trono, y su destino después de eso es desconocido. El reino del Bósforo fue incorporado como parte de la provincia romana de Mesia inferior de 63-68. Quizás Nerón quiso minimizar la función, poder e influencia de los gobernantes locales y deseó que el Bósforo fuera completamente gobernado por el estado romano. 
En junio de 68, Nerón había muerto, y fue sucedido por Galba como emperador romano. Con la ayuda de su madre, Rescuporis I alcanzó el trono del Bósforo, y fue reconocido como rey por Galba. Fue capaz de estabilizar su reino y de hacerlo semiindependiente una vez más. Al menos durante el primer año de su reinado, su madre fue cogobernante con él. El reino del Bósforo siguió comerciando con Anatolia. Su título real en las monedas es, en griego: ΒΑΣΙΛΕΩΣ ΡΗΣΚΟΥΠΟΡΙΔΟΣ ("rey Rescuporis"). Rescuporis I fue contemporáneo del Año de los cuatro emperadores, y de la Dinastía Flavia, en particular del emperador Domiciano.
Rescuporis I reinó hasta el año 90. Se casó con una mujer de nombre desconocido, con la que tuvo un hijo llamado Sauromates I, que le sucedió. A través de éste, tuvo varios descendientes en el trono del Bósforo, hasta mediados del siglo IV, entre los cuales hubo varios que llevaron su nombre.